# World Games 2022/Karate
Bei den World Games 2022 in Birmingham, Alabama, fanden vom 8. bis 9. Juli zwölf Wettbewerbe im Karate statt, jeweils sechs bei den Männern und bei den Frauen. Austragungsort war das Bill Battle Coliseum des Birmingham-Southern College.
Am erfolgreichsten war die Delegation Spaniens, dessen Sportler zwei Gold- und zwei Silbermedaillen gewann.

## Bilanz

### Medaillenspiegel
| Platz  | Land               | Gold | Silber | Bronze | Gesamt |
| ------ | ------------------ | ---- | ------ | ------ | ------ |
| 1      | Spanien            | 2    | 2      | —      | 4      |
| 2      | Ägypten            | 2    | 1      | 1      | 4      |
| 3      | Ukraine            | 2    | 1      | —      | 3      |
| 4      | Japan              | 1    | 1      | 1      | 3      |
| 5      | Brasilien          | 1    | 1      | —      | 2      |
| 6      | Italien            | 1    | —      | 1      | 2      |
| 7      | Algerien           | 1    | —      | —      | 1      |
| 7      | Kasachstan         | 1    | —      | —      | 1      |
| 7      | Philippinen        | 1    | —      | —      | 1      |
| 10     | Kroatien           | —    | 1      | —      | 1      |
| 10     | Marokko            | —    | 1      | —      | 1      |
| 10     | Österreich         | —    | 1      | —      | 1      |
| 10     | Peru               | —    | 1      | —      | 1      |
| 10     | Ungarn             | —    | 1      | —      | 1      |
| 10     | Venezuela          | —    | 1      | —      | 1      |
| 16     | Vereinigte Staaten | —    | —      | 3      | 3      |
| 17     | Frankreich         | —    | —      | 1      | 1      |
| 17     | Griechenland       | —    | —      | 1      | 1      |
| 17     | Hongkong           | —    | —      | 1      | 1      |
| 17     | Slowakei           | —    | —      | 1      | 1      |
| 17     | Tunesien           | —    | —      | 1      | 1      |
| 17     | Usbekistan         | —    | —      | 1      | 1      |
| Gesamt | Gesamt             | 12   | 12     | 12     | 36     |

### Medaillengewinner
Männer
| Disziplin     | Gold                     | Silber                     | Bronze                    |
| ------------- | ------------------------ | -------------------------- | ------------------------- |
| Kata          | Kazumasa Moto (JPN)      | Damián Quintero (ESP)      | Gakuji Tozaki (USA)       |
| Kumite –60 kg | Ayoub Anis Helassa (ALG) | Douglas Brose (BRA)        | Angelo Crescenzo (ITA)    |
| Kumite –67 kg | Vinícius Figueira (BRA)  | Yves Martial Tadissi (HUN) | Dionysios Xenos (GRE)     |
| Kumite –75 kg | Abdalla Abdelaziz (EGY)  | Stanislaw Horuna (UKR)     | Dastonbek Otabolaev (UZB) |
| Kumite –84 kg | Youssef Badawy (EGY)     | Nabil Ech-Chaabi (MAR)     | Kamran Madani (USA)       |
| Kumite +84 kg | Babacar Seck (ESP)       | Anđelo Kvesić (CRO)        | Taha Tarek (EGY)          |

Frauen
| Disziplin     | Gold                      | Silber                 | Bronze                   |
| ------------- | ------------------------- | ---------------------- | ------------------------ |
| Kata          | Sandra Sánchez (ESP)      | Hikaru Ono (JPN)       | Grace Lau (HKG)          |
| Kumite –50 kg | Junna Tsukii (PHI)        | Yorgelis Salazar (VEN) | Miho Miyahara (JPN)      |
| Kumite –55 kg | Anschelika Terljuha (UKR) | Ahlam Youssef (EGY)    | Trinity Allen (USA)      |
| Kumite –61 kg | Anita Serjohina (UKR)     | Alexandra Grande (PER) | Ingrida Suchánková (SVK) |
| Kumite –68 kg | Silvia Semeraro (ITA)     | Alisa Buchinger (AUT)  | Alizée Agier (FRA)       |
| Kumite +68 kg | Sofja Berulzewa (KAZ)     | María Torres (ESP)     | Chehinez Jemi (TUN)      |